# Lise Berty
Lise Berty, nom d’artiste de Rose Émilie Batut, née à Marseille le 29 août 1873 et morte à l'Hôtel-Dieu dans le 4e arrondissement de Paris le 22 août 1943, est une comédienne et chanteuse d'opérettes française. 

## Biographie
Elle débute au Concert européen et dans les cabarets de Montmartre : La Lune Rousse, la Boîte à Fursy..., puis elle se produit à La Cigale, à la Scala, au théâtre des Variétés et au théâtre des Capucines.
Morte à 69 ans des suites d'une longue maladie,, Lise Berty est la mère d'Émile Batut (1891-1954), journaliste au New York Herald (édition européenne), nommé chevalier de la Légion d'Honneur en 1929.

## Carrière
Revues, théâtre
- 1896  : Paris Incognito, revue de Paul Gavault et Charles Mongel, à La Roulotte[5].
- 1897 : Paris-Pompier, revue de Jean Meudrot et Georges Nanteuil, à La Roulotte, 90 représentations, puis à la Bodinière[6],[7].
- 1897 : Passez-Muscade, de Dumat et musique de Cusas et Madelaine Guitty, à la Bodinière, 22 novembre[8].
- 1897 : La Voiture versée, de Georges Courteline, au Carillon, le 2 décembre[9].
- 1898 : Les Vers du nez, revue de Jules Oudot et Henry de Gorsse, au Carillon[10].
- 1902 : L'Agence Léa, fantaisie-actualité de Miguel Zamacoïs, au théâtre des Capucines[11],[12].
- 1903 : Soyons optimiste !, au théâtre des Capucines[13].
- 1903 : Une étoile filante, fantaisie-revue de Miguel Zamacoïs, au théâtre des Capucines, 11 mai[14].
- 1903 : Paris aux Variétés, revue de Paul Gavault, théâtre des Variétés, 22 novembre[15],[16],[17],[18].
- 1905 : La Vie de château, revue de Miguel Zamacoïs, aux Mathurins, Perlette[19].
- 1905 : Marigny-Revue, revue de E.P. Lafargue et Gabriel Timmory, au théâtre Marigny[20].
- 1905 : Le Bonheur, mesdames !, de Francis de Croisset, création le 13 octobre , théâtre des Variétés, Marthe de Férieux[21],[22].
- 1907 : La Revue du centenaire, de Paul Gavault, Pierre-Louis Flers et Eugène Héros, théâtre des Variétés, 3 mars[23].
- 1908 : On rentre, revue d'Hugues Delorme et  Henri Fursy, à la Boîte à Fursy[24].
- 1908 : L'Impromptu des salons, revue d'Henri Fursy, au théâtre Michel[25].
- 1909 : O.E.O.E., revue d'Hugues Delorme et Jean Deyrmon, à la Boîte à Fursy, 7 avril[26],[27].
- 1910 : L'Agence Léa, fantaisie de Miguel Zamacoïs, au théâtre Michel[28].
- 1910 : D.P.F.A.V. (Des Petites Femmes au Volney), revue de Charles Clairville, au Cercle Volney[29].
- 1910 : La Dame du second, fantaisie de Miguel Zamacoïs, au théâtre Michel[30],[31].
- 1911 : Article de Paris, de Claude Genal et Emile Erzog, au théâtre Michel[32].
- 1911 : L'Agence Léa, fantaisie de Miguel Zamacoïs, au théâtre Michel[33],[34].
- 1912 : Bibelots, revue de Robert Mureaux à la Boîte à Fursy.
- 1912 : Doucet...tement, fantaisie de Robert Mureaux, au théâtre Michel[35].
- 1913 : La Timbale, de Georges Lenôtre et Fernand. Vandérem, au théâtre du casino municipal de Nice, Sabine[36],[37],[38].
- 1913 : Les Cubisteries de l'année, revue de Robert Mureaux, au théâtre Impérial[39],[40].
- 1913 : Les Berceuses, de Pierre Veber et Michel Provins, au théâtre Michel, Pilar del Rio[41].
- 1913 : Il en rira...car il est Espagnol !, fantaisie de Robert Mureaux, au théâtre Impérial[42],[43].
- 1913 : A la bonne Franckette, revue de Jean Bastia, Jules Moy et Moriss, au théâtre Impérial[44],[45].
- 1914 : La Main dans le sac, revue de Robert Mureaux, au théâtre Impérial[46],[47].
- 1919 : Hercule à Paris, revue de Rip et Régis Gignoux, au Palais-Royal, 27 octobre[48].
- 1921 : S.M. le Concierge, de Serge Veber, aux Ambassadeurs[49].
- 1923 : La Fille du bouif, de Georges de la Fouchardière, avec Félicien Tramel, au Perchoir[50].
- 1924 : Tu perds la boule, revue de Max Viterbo et Max Eddy, à La Cigale[51].
- 1931 : Caniche, de Lonjon-Raynaud à la Comédie Caumartin[52],[53].

Opérettes
- 1899 : Les Mousquetaires au couvent,  opérette en 3 actes de Louis Varney, sur un livret de Jules Prével et Paul Ferrier, reprise au théâtre de la Gaîté : sœur Opportune[54].
- 1899 : Les Saltimbanques, opéra-comique en 3 actes et 4 tableaux de Louis Ganne, livret de Maurice Ordonneau, créé le 30 décembre au théâtre de la Gaîté : Marion[55],[56],[57].
- 1904 : La Vie parisienne, opéra-bouffe en 4 actes de Jacques Offenbach, livret d'Henri Meilhac et Ludovic Halévy, au théâtre des Variétés (9 avril)[58],[59].
- 1906 : Le Paradis de Mahomet, opérette en 3 actes de Robert Planquette, livret d'Henri Blondeau, au théâtre des Variétés (15 mai) : Babouch[60],[61],[62],[63].
- 1909 : Mam'zelle Main-Leste, opérette en 2 actes et 3 tableaux de Charles Cuvillier, livret de Joseph Méryl et A. Petit-Mangin, à la Scala (1er décembre) : Nini[64].
- 1923 : Épouse-la !, opérette en 3 actes d'Henri Hirschmann, livret de Pierre Veber, au théâtre Fémina (14 janvier)[65],[66],[67].
- 1925 : Pépète, comédie musicale en 3 actes de Robert Dieudonné et Didier Gold, musique de Charles-Alexis Carpentier, au théâtre de l'Avenue :  Armande[68].

Chansons
- Hier et Demain, paroles de Miguel Zamacoïs, musique de Rodolphe Berger, 1902[69].
- A quoi nous pensons, paroles de Miguel Zamacoïs, musique d'Édouard Mathé, 1915[70].

## Critiques
« Peu d'artistes savent, comme elle, créer une atmosphère de joie, Lise Berty c'est la gaîté parisienne, c'est la rosserie boulevardière, mais avec quelque chose en plus. Chaque phrase malicieuse, chaque propos mordant est mis en valeur par un geste, une attitude qui ajoutent à l'ironie je ne sais quoi de caricatural et de bouffon qui hausse la boutade jusqu'à la satire. La raillerie de Lise Berty n'égratigne pas seulement, elle fustige, elle frappe dru et juste. Son jeu trépidant tient à la fois de la comédie et de la parodie. On y retrouve la bonne humeur boulevardière et la férocité d'un Sem. C'est ce mélange singulier, c'est la science accomplie d'une mimique incomparable, qui font de Lise Berty une des premières fantaisistes de ce temps »
— Georges Casella.